# Rede neural modular
Uma rede neural modular é uma rede neural artificial caracterizada por uma série de redes neurais independentes moderadas por algum intermediário. Cada rede neural independente serve como um módulo e opera em entradas separadas para realizar alguma subtarefa da tarefa que a rede espera realizar. O intermediário leva as saídas de cada módulo e as processa para produzir a saída da rede como um todo. O intermediário só aceita as saídas dos módulos - não responde, nem indica, os módulos. Além disso, os módulos não interagem uns com os outros.

## Base biológica
Com o avanço da pesquisa em redes neurais artificiais, é conveniente que as redes neurais artificiais continuem a recorrer à sua inspiração biológica e emulem a segmentação e modularização encontrada no cérebro. O cérebro, por exemplo, divide a tarefa complexa da percepção visual em muitas subtarefas. Dentro de uma parte do cérebro, denominada tálamo, encontra-se o núcleo geniculado lateral (NGL), que é dividido em camadas que processam separadamente cor e contraste: ambos os componentes principais da visão. Depois que o NGL processa cada componente em paralelo, ele passa as respostas para uma outra região responsável por compilar os resultados.
Algumas tarefas que o cérebro administra, como a visão, empregam uma hierarquia de sub-redes. No entanto, não está claro se alguns intermediários vinculam estes processos separados. Em vez disso, à medida que as tarefas se tornam mais abstratas, os módulos se comunicam entre si, ao contrário do modelo de rede neural modular.

## Design
Ao contrário de uma única grande rede que pode ser atribuída a tarefas arbitrárias, cada módulo em uma rede modular deve ser atribuído a uma tarefa específica e conectado a outros módulos de forma específica por um designer. No exemplo da visão, o cérebro evoluiu (em vez de aprendido) para criar a NGL. Em alguns casos, o designer pode escolher seguir modelos biológicos. Em outros casos, outros modelos podem ser superiores. A qualidade do resultado será uma função da qualidade do projeto.

## A complexidade
Redes neuronais modulares reduzem uma rede neural grande e pesada para componentes menores, potencialmente mais gerenciáveis. Algumas tarefas são intratáveis para uma única rede neural. Os benefícios das redes neurais modulares incluem:

### Eficiência
As possíveis conexões de neurônio (nó) aumentam exponencialmente à medida que os nós são adicionados a uma rede. O tempo de cálculo depende do número de nós e suas conexões, qualquer aumento tem consequências drásticas para o tempo de processamento. Atribuir subtarefas específicas a módulos individuais reduz o número de conexões necessárias.

### Treinamento
Uma grande rede neural tentando modelar múltiplos parâmetros pode sofrer interferência, pois novos dados podem alterar as conexões existentes ou apenas servir para confundir. Cada módulo pode ser treinado de forma independente e mais precisamente dominar sua tarefa mais simples. Isso significa que o algoritmo de treinamento e os dados de treinamento podem ser implementados mais rapidamente.

### Robustez
Independentemente se uma grande rede neural é biológica ou artificial, continua a ser amplamente suscetíveis a interferência e a falha em qualquer um dos seus nós. Por compartimentar subtarefas, a falha e a interferência são muito mais facilmente diagnosticada e seus efeitos sobre outras sub-redes são eliminados, pois cada uma é independente da outra.